# Królestwo Kurdystanu
Królestwo Kurdystanu – historyczne państwo Kurdów istniejące w latach 1921–1924.

## Historia
Zawarty po zakończeniu I wojny światowej traktat w Sèvres z 1920 roku ustanawiał w artykule 62. autonomię dla Kurdów, której bliższy projekt miała przygotować komisja złożona z przedstawicieli Wielkiej Brytanii, Francji oraz Włoch. W artykule 63. Turcja zobowiązywała się do respektowania praw Kurdów, zaś artykuł 64. przewidywał możliwość uzyskania przez nich w dalszej przyszłości pełnej niepodległości, o ile społeczność międzynarodowa uzna ich za dojrzałych do suwerenności.
10 października 1921 Kurdowie ogłosili powstanie Królestwa Kurdystanu ze stolicą w As-Sulajmanijji. Królem Kurdystanu został Mahmud Barzanji. Rok później na terenach kurdyjskich w północnym Iraku odkryto bogate złoża ropy naftowej, co cofnęło poparcie państw zachodnich dla niepodległego Kurdystanu. W odpowiedzi we wrześniu 1922 Kurdowie ponownie proklamowali niepodległe Królestwo Kurdystanu. Zgodnie z traktatem z Lozanny z 1923 Kurdystan podzielono pomiędzy Turcję, Francję i Wielką Brytanię. W lipcu 1924 oddziały brytyjskie zlikwidowały Królestwo Kurdystanu.